# Куликов, Виктор Георгиевич
Ви́ктор Гео́ргиевич Кулико́в (5 июля 1921, с. Верхняя Любовша, Орловская губерния — 27 мая 2013, Москва) — советский военачальник, Маршал Советского Союза (1977). Герой Советского Союза (1981). Академик Академии военных наук, Лауреат Ленинской премии (1983). Член ЦК КПСС (1971—1989).

## Биография

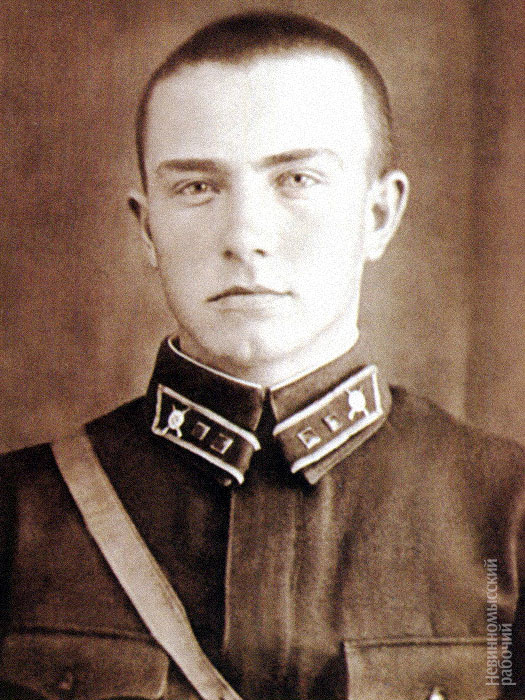
Лейтенант Куликов, 1941 год

Родился в семье крестьянина-бедняка. Русский. От голода семья бежала на юг, оказалась в Ставрополье.
В 1938 году окончил 10 классов железнодорожной пятой школы г. Невинномысска.
В Красной армии с 1939 года. Учился в Грозненском военно-пехотном училище, которое окончил лейтенантом в июне 1941 года.
Впереди меня ждёт назначение в Киевский особый военный округ, в город Владимир-Волынский, что на самой границе с захваченной немцами Польшей. Прибыв на место в 41-ю танковую дивизию (22-й механизированный корпус, 5-я армия), я получил должность заместителя командира разведроты 41-го разведбатальона. Остановился на частной квартире у какой-то польской панночки. Числа 15-го хозяйка сказала: «Пан лейтенант, с той стороны говорят, что 22-го начнется война…»

### Великая Отечественная война
Участник Великой Отечественной войны 1941—1945:

— с июня 1941 — командир мотоциклетной роты в 41-й танковой дивизии на Юго-Западном фронте,

— с октября 1941 — командир разведывательного взвода 143-й отдельной танковой бригады автобронетанкового центра города Москвы, воевал на Западном фронте,

— с февраля 1942 — начальник штаба танкового батальона и начальник штаба танковой бригады на Калининском фронте,

— с февраля 1943 — заместитель начальника штаба бригады по оперативной работе, с августа 1943 по май 1945 — начальник штаба 143-й танковой бригады на 1-м Прибалтийском и 2-м Белорусском фронтах (с февраля 1945 года бригада именовалась 66-й отдельной гвардейской тяжёлой самоходно-артиллерийской бригадой).
Участник оборонительного сражения на Западной Украине, битвы за Москву, Ржевской битвы, Смоленской, Белорусской, Прибалтийской, Восточно-Прусской, Восточно-Померанской, Берлинской наступательных операций.
Член ВКП(б) с 1942 года.

### Послевоенная служба
С октября 1945 года — заместитель командира 3-го гвардейского танкового полка в 3-й гвардейской танковой дивизии Северной группы войск в Польше. В 1947 году окончил Ленинградскую высшую офицерскую школу бронетанковых и механизированных войск, далее служил в штабах танковых полков в Белорусском военном округе и в Туркестанском военном округе.
Окончил Военную академию имени М. В. Фрунзе (1953). С 1953 года — командир 155-го механизированного полка, затем — начальник штаба, с июля 1955 года — командир 69-й механизированной дивизии в Одесском военном округе. С мая 1957 года — командир 118-й мотострелковой дивизии.
Окончил Военную академию Генерального штаба Вооружённых Сил СССР (1959). С ноября 1959 по март 1961 года — заместитель командующего по боевой подготовке — начальник отдела боевой подготовки 5-й гвардейской танковой армии в Белорусском военном округе. В 1961—1962 годах находился в командировке в Республике Гана в качестве старшего группы советских военных специалистов для оказания технической помощи Вооружённым силам республики. С февраля 1962 года — первый заместитель командующего 6-й армии в Ленинградском военном округе. С 8 июня 1964 года — командующий этой 6-й общевойсковой Краснознамённой армией (штаб в Петрозаводске). Затем был командующим 2-й гвардейской танковой армии в Группе советских войск в Германии.
С 4 мая 1967 года с подачи Брежнева назначен командующим войсками Киевского военного округа.
В 1969 году окончил Высшие академические курсы при Военной академии Генерального штаба Вооружённых Сил СССР.

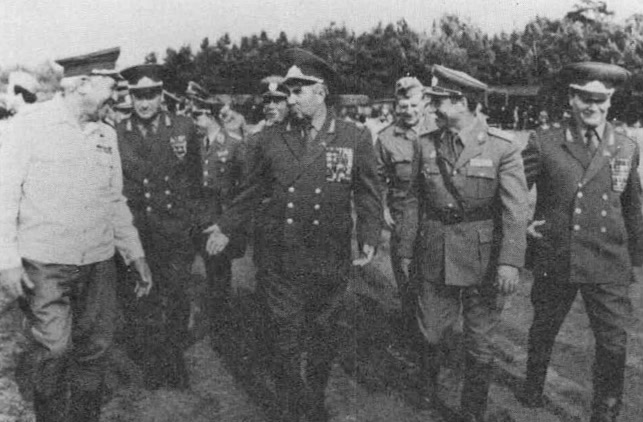
Маршал Советского Союза В. Г. Куликов (в центре) в ГДР, 1980 год

С 31 октября 1969 — главнокомандующий Группой советских войск в Германии.
С 21 сентября 1971 по 8 января 1977 года — начальник Генерального штаба Вооружённых сил СССР — первый заместитель Министра обороны СССР.
Член ЦК КПСС с 9 апреля 1971 по 25 апреля 1989 года.
В январе 1977 — феврале 1989 года — Главнокомандующий Объединёнными Вооружёнными силами государств — участников Варшавского договора — первый заместитель Министра обороны СССР.
С февраля 1989 по январь 1992 года — генеральный инспектор Группы Генеральных инспекторов Министерства обороны СССР. С января 1992 года — советник Главнокомандующего Объединёнными Вооружёнными силами стран — участниц СНГ.
Депутат Совета Национальностей Верховного Совета СССР (1966—89 гг.) от Армянской ССР. Народный депутат СССР (1989—1991).

### В отставке
В отставке с 1992 года, с мая 1992 года — советник при Министерстве обороны Российской Федерации.
Депутат Государственной думы Федерального собрания Российской Федерации 3-го созыва (1999—2003, председатель Комитета Государственной думы по делам ветеранов).
Был членом Высшего совета партии «Единая Россия». Писал мемуары.
9 мая 1995 года принимал историческую часть парада на Красной площади.

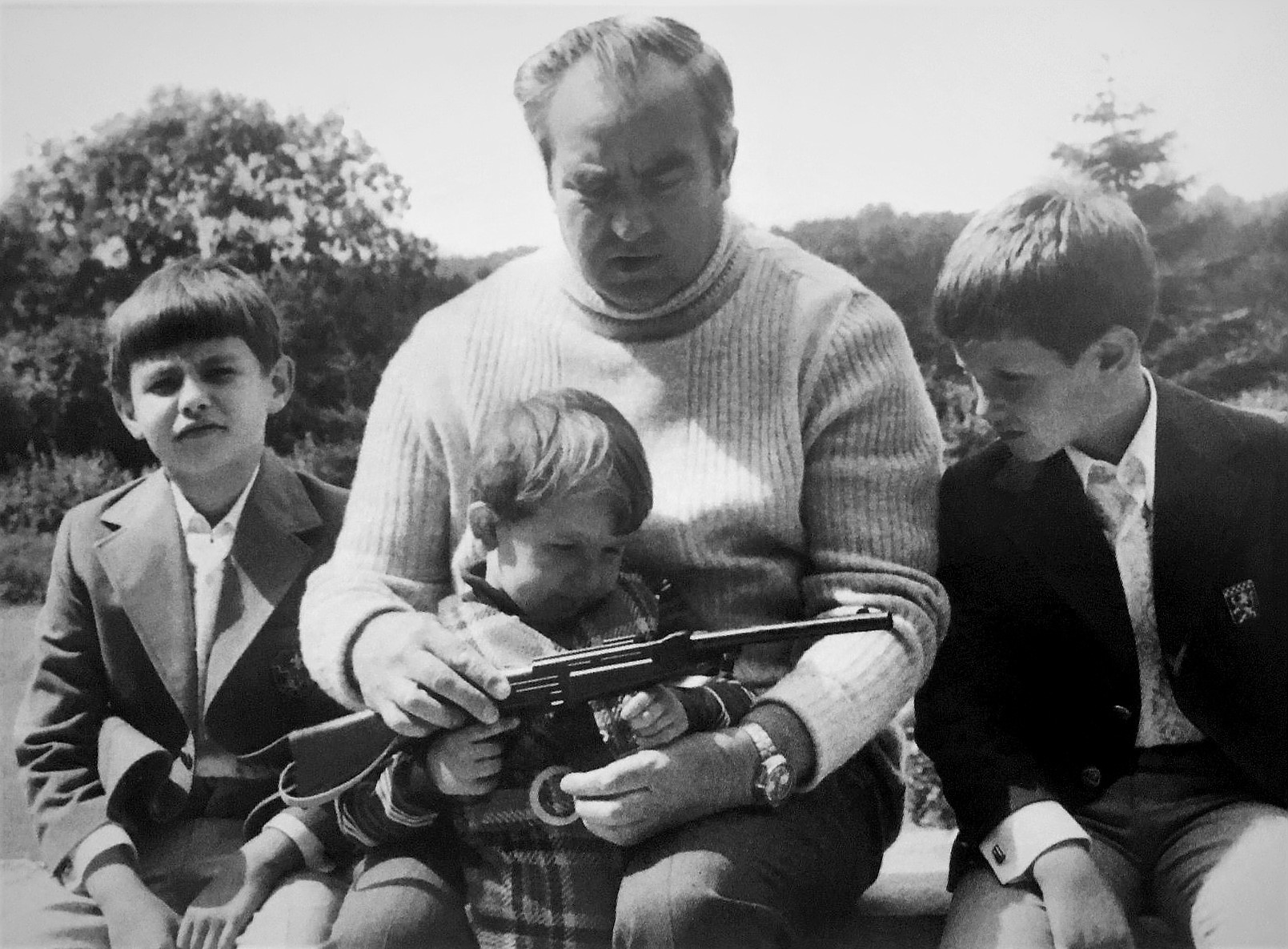
Виктор Куликов на отдыхе в Германии. Вместе с ним внуки Сергей, Николай и Алексей

Скончался 28 мая 2013 года в Москве.
Похоронили В. Г. Куликова 31 мая 2013 года на Новодевичьем кладбище, рядом с супругой Марией Максимовной.

### Семья
Жена — Куликова Мария Максимовна (1922—2011) — прошла вместе с мужем Великую Отечественную войну, была хирургической медсестрой.
- Дочери: Валентина и Лидия.

## Избранные публикации
- Куликов В. Г. Война : размышления Маршала Советского Союза. — М.: Кучково поле, 2008. — 318 с. — 1000 экз. — ISBN 978-5-9950-0026-6
- Куликов В. Г. Когда ошибка хуже преступления. Афганистан: новые оценки и выводы. // Военно-исторический журнал. — 1996. — № 6. — С.86-90.

## Награды, премии и почётные звания
Награды СССР и России

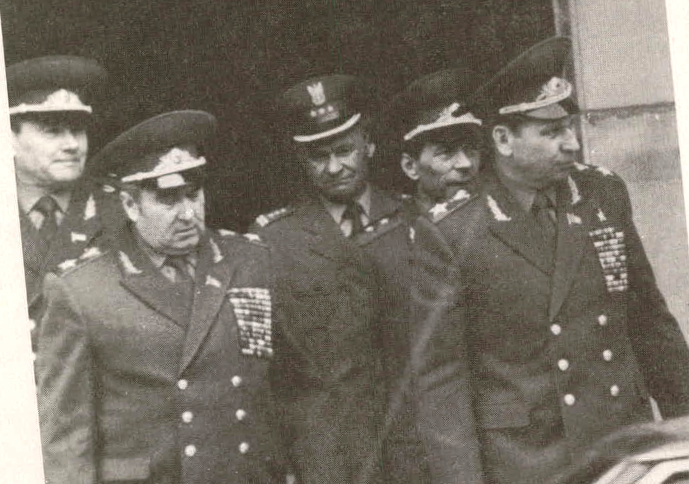
Маршал Советского Союза В. Г. Куликов (слева), Маршал Советского Союза Н. В. Огарков, май 1980 года

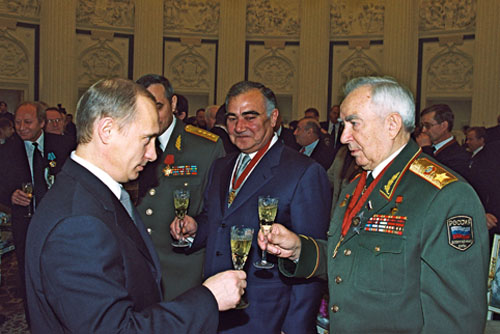
После церемонии вручения государственных наград. Президент России Владимир Путин и Маршал Советского Союза В. Г. Куликов (справа), 22 ноября 2001 года

- Герой Советского Союза (3 июля 1981) — за большой вклад,  внесённый в строительство Вооружённых сил СССР, умелое руководство войсками, личное мужество и отвагу,  проявленные в борьбе с немецко-фашистскими  захватчиками в годы Великой Отечественной войны, и в  связи с шестидесятилетием со дня рождения[11]
- Орден «За заслуги перед Отечеством» II степени (10 июля 2001) — за большой вклад в укрепление обороноспособности страны и активную законотворческую деятельность.
- Орден «За заслуги перед Отечеством» III степени (3 июля 1996) — за заслуги перед государством и большой личный вклад в развитие и реформирование Вооружённых сил Российской Федерации.
- Орден «За заслуги перед Отечеством» IV степени (23 июня 2011) — за заслуги в укреплении обороноспособности страны и многолетнюю активную общественную деятельность.
- Орден «За военные заслуги» (22 декабря 1999).
- Орден Почёта (5 июля 2006) — за заслуги в укреплении обороноспособности страны и большую работу по патриотическому воспитанию молодёжи.
- Четыре ордена Ленина (2 июля 1971, 21 февраля 1978, 3 июля 1981, 19 февраля 1988).
- Три ордена Красного Знамени (26 октября 1943, 20 июля 1944, 22 февраля 1968).
- Три ордена Отечественной войны I степени (7 сентября 1943, 12 мая 1945, 6 апреля 1985).
- Орден Красной Звезды (26 октября 1955).
- Орден «За службу Родине в Вооружённых Силах СССР» III степени (30 апреля 1975).
- 19 медалей, в том числе:
- Медаль «За отвагу» (19.06.1942);
- Медаль «За боевые заслуги» (17.05.1951);
- Благодарность Президента Российской Федерации (14 августа 1995 года) — за активное участие в подготовке и проведении празднования 50-летия Победы в Великой Отечественной войне 1941-1945 годов[12].

При увольнении в отставку награждён именным оружием — пистолетом (1992 год).
Иностранные награды
- Орден Сухэ-Батора (МНР, 1981).
- Орден «За заслуги перед Отечеством» I степени (ГДР, 1981).
- Орден «Звезда дружбы народов» I степени (ГДР, 1985).
- Три ордена Шарнхорста (ГДР, 1972, 1986, 1987).
- Боевой орден «За заслуги перед народом и Отечеством» I степени (ГДР, 1970).
- Орден «Георгий Димитров» (НРБ, 1984).
- Орден «Народная Республика Болгария» I степени (НРБ, 1974).
- Орден Возрождения Польши III класса (ПНР, 1973).
- Орден Знамени ВНР с алмазами (ВНР, 1975).
- Орден Красной Звезды (ВНР, 1985).
- Орден «За воинскую доблесть»[уточнить] I степени (СРВ, 1983).
- Орден Победного Февраля (ЧССР, 1985).
- Орден «За военные заслуги» I степени (Перу, 1972).
- Орден «23 августа» I степени (СРР, 1974).
- Национальный орден «Плайя-Хирон» (Куба, 2006)[13].
- 7 медалей МНР, 5 медалей ГДР, 9 медалей НРБ, 3 медали и почётный знак ПНР, 1 медаль ВНР, 2 медали Республики Куба, 4 медали ЧССР, 2 медали СРР, по 1 медали КНДР, Ганы, США.

Имеет 52 иностранные государственные награды.
Премии и почётные звания
- Лауреат Ленинской премии (1983).
- Лауреат премии Г. К. Жукова.
- Лауреат премии М. В. Фрунзе.

Почётный гражданин городов Невинномысск (1973), Гданьска (1977), Ржев (1998), Орёл и Орловской области (2004).

## Воинские звания
- июнь 1941 — лейтенант.
- 17 февраля 1951 — полковник.
- 18 февраля 1958 — генерал-майор.
- 16 июня 1965 — генерал-лейтенант.
- 4 мая 1967 — генерал-полковник.
- 29 апреля 1970 — генерал армии.

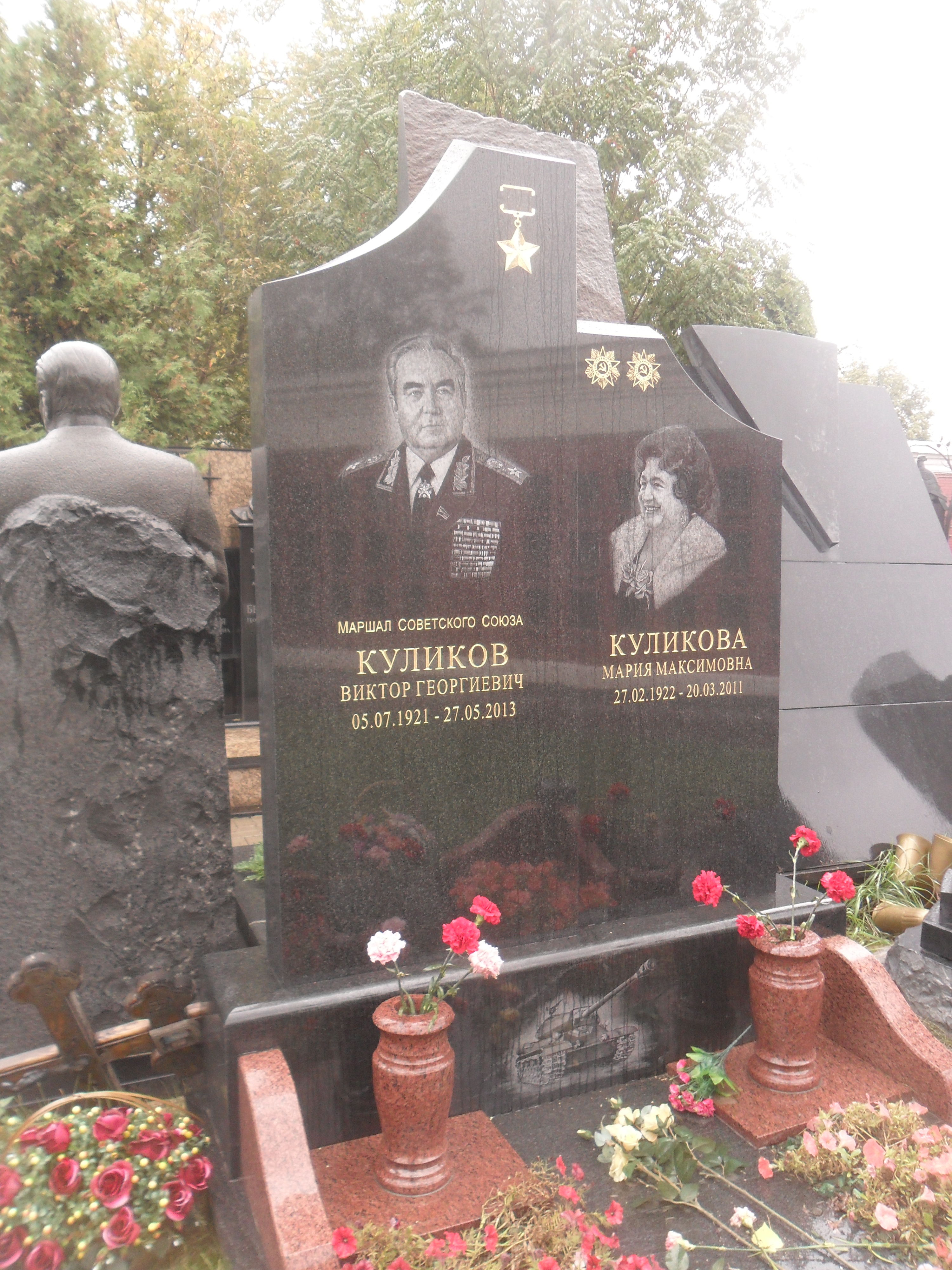
Памятник на Новодевичьем кладбище

- 14 января 1977 — Маршал Советского Союза.

## Рекорды долголетия
Пятый Маршал Советского Союза (наряду с С. М. Будённым, С. Л. Соколовым и В. И. Петровым и Д.Т. Язовым), достигший 90-летнего возраста.
Второй по длительности пребывания в маршальском звании (36 лет), первым остаётся С. М. Будённый (37 лет, с ноября 1935 по октябрь 1973 года).

## Память
Имя В. Г. Куликова носит школа № 5 г. Невинномысска, которую он закончил, и основная школа в Верхней Любовше.
Мемориальная доска в честь Виктора Куликова установлена в Москве 2 февраля 2018 года, на улице Спиридоновка, дом 18.